# Time the Great Healer
Time the Great Healer è un cortometraggio muto del 1914 diretto da Cecil M. Hepworth.

## Trama
Una donna gelosa provoca la separazione tra due sposi.

## Produzione
Il film fu prodotto dalla Hepworth.

## Distribuzione
Distribuito dalla Hepworth, il film - un cortometraggio in tre bobine - uscì nelle sale cinematografiche britanniche nel novembre 1914.
Si conoscono pochi dati del film che si pensa sia stato distrutto insieme a gran parte dei film della compagnia nel 1924 dallo stesso produttore, Cecil M. Hepworth. Fallito, in gravissime difficoltà finanziarie, Hepworth pensava in questo modo di poter almeno recuperare il nitrato d'argento della pellicola.